# Homivșciîna, Drabiv
Homivșciîna (în ucraineană Хомівщина) este un sat în comuna Svicikivka din raionul Drabiv, regiunea Cerkasî, Ucraina.

## Demografie
Componența lingvistică a localității Homivșciîna
     Ucraineană (74,4%)
     Maghiară (24%)
     Alte limbi (1,6%)
Conform recensământului din 2001, majoritatea populației localității Homivșciîna era vorbitoare de ucraineană (74,4%), existând în minoritate și vorbitori de maghiară (24%).